# Walulis Woche
Walulis Woche war eine Satire-Sendung, die in der ARD Mediathek, im SWR Fernsehen sowie in verkürzter Form auf YouTube als Walulis Story ausgestrahlt wurde. Die Sendung legte mit satirischen Mitteln und parodistischen Video-Clips Hintergründe und Probleme im Thema Popkultur und Politik dar. Konzipiert und moderiert wurde die Sendung von Namensgeber Philipp Walulis. Das Motto der Sendung lautete: „Du musst nicht 24 Stunden online sein oder Fernsehen gucken, denn: Wir machen das für dich!“. Daraufhin folgte eine humoristische Begründung, die von Folge zu Folge anders war, warum das Team von Walulis den ganzen Tag online sein und Fernsehen gucken kann. Sie ist der Nachfolger der Sendung Walulis.

## Konzept
In Walulis Woche werden, wie in vielen anderen Satire-Sendung (Extra 3, heute-show, ZDF Magazin Royale) Themen und Probleme besprochen. Bei Walulis Woche waren diese Themen aber weniger politisch, sondern sie beschäftigten sich mit Medien und der Popkultur. Zuerst wurden ein bis zwei kurze Themen im Stehen besprochen. Dann wechselte Philip Walulis nach einem kurzen Clip (z. B. Internet Helpdesk) zu seinem Schreibtisch und besprach ein etwas längeres Thema. Danach folgte das Hauptthema der Sendung (Walulis Story), welches auch auf YouTube hochgeladen wird.
Themen für Walulis Story waren z. B. Cancel Culture bei Comedians, Julian Reichelt oder IKEA.

## Rezeption
Aurelie von Blazekovic von der Süddeutschen Zeitung schrieb über die Sendung im September 2020: „War mal witzig.“

## Episoden

### Staffel 1
| Nr. ges. | Nr. | Erstausstrahlung | Titel                                                          | Themen |
| -------- | --- | ---------------- | -------------------------------------------------------------- | --- |
| 1        | 1   | 27.09.2020       | Warum Comedy-Helden jetzt gelöscht werden sollen               | - Drogenhandel mit der Polizei - Das Sommerhaus der Stars - Zalando verkauft Second-Hand-Klamotten - Oktoberfest während Corona - Cancel Culture bei Comedians (Walulis Story) |
| 2        | 2   | 04.10.2020       | Das dreckige Imperium hinter deinem Bier                       | - Streik im Nahverkehr - TV-Duell für die Präsidentschaftswahl 2020 - Einstellung von FarmVille und Flash Player - Bier (Walulis Story)                                        |
| 3        | 3   | 11.10.2020       | Ikea hasst dich, wie du bist                                   | - Steuer-Razzia beim DFB - Cancel Culture bei Hart aber fair - Maskenpflicht im Bundestag - Ingo Lenßen - IKEA (Walulis Story)                                                 |
| 4        | 4   | 18.10.2020       | Wie sich Clans in unsere Köpfe gaunern                         | - Michael Wendlers Verschwörungstheorien - Corona-Schnelltests - iPhone 12 - Binnen-I in Gesetzen - Abou-Chaker-Clan (Walulis Story)                                           |
| 5        | 5   | 25.10.2020       | Die geheimen CDU-Tricks hinter Amthors Rettung                 | - The Masked Singer - Briefe per SMS frankieren - EDEKA Esslinger in Sozialen Medien - Kunstbeschädigung im Pergamonmuseum - Life-Coaches im Internet                          |
| 6        | 6   | 08.11.2020       | Wendler, Trump und miese Werbetricks                           | |
| 7        | 7   | 15.11.2020       | Impf-Verschwörung, Netflix-TV und der irre Red Bull König      | |
| 8        | 8   | 22.11.2020       | Demo-Debakel, Dieter Nuhr und Scheuers Propaganda-Büro         | |
| 9        | 9   | 29.11.2020       | Verschwörer jagen Teenies, Kanzleramts-Crash und Zoff bei Pro7 | |
| 10       | 10  | 06.12.2020       | Querdenker-Nazis, Macho-TV und RTLs Show-Blamage               | |
| 11       | 11  | 13.12.2020       | Impf-Omi, Corona-Dschungelcamp und Cannabis-Krieg              | |
| 12       | 12  | 20.12.2020       | Heidi Klum, 5-Sterne-Fakes und der typische Jahresrückblick    | |

### Staffel 2
| Nr. ges | Nr. | Erstausstrahlung | Titel                                                                          | Themen |
| ------- | --- | ---------------- | ------------------------------------------------------------------------------ | --- |
| 13      | 1   | 21.02.2021       | Julian Reichelt, Corona-Bachelor und das Masked-Singer Schlamassel             | |
| 14      | 2   | 28.02.2021       | FC-Bayern-Hass, RTL vs. RTL Zwei und Haftbefehl gegen Hildmann                 | |
| 15      | 3   | 07.03.2021       | QAnon-Verschwörung, No-Angels-Comeback und der Kot-Werfer von Youtube          | |
| 16      | 4   | 11.03.2021       | AstraZeneca-Fiasko, Löw-Hammer und Wahlkampf-Spaß                              | |
| 17      | 5   | 21.03.2021       | Heidis GNTM-Masterplan, Bohlen VS RTL und Masked-Singer-Parodie                | |
| 18      | 6   | 28.03.2021       | Oster-Wirrwarr, Schumi-Skandal und Kampf gegen freies Internet                 | |
| 19      | 7   | 15.04.2021       | Spotifys Playlisten-Hölle, CSU auf TikTok und Bild-TV                          | - Erklärvideo der Augsburger Puppenkiste über den Coronatest - Film über Herr der Ringe aus der Sowjetunion - Nichtempfehlung der Woche: Kuchen TV - Kurze Clips: CSU auf TikTok, Paul Ziemiak, Alice Weidel - Story: Spotify-Playlists |
| 20      | 8   | 22.04.2021       | Talkshow-Minister Karl Lauterbach und die Querdenkerdinos von Mülheim          | |
| 21      | 9   | 29.04.2021       | Das Ende von Pornhub & Bohlen im Sonderangebot                                 | |
| 22      | 10  | 09.05.2021       | Bizarre AfD-Influencer und Oktoberfest in Dubai                                | |
| 23      | 11  | 13.05.2021       | Dumme Murmel-Show auf RTL, SPD auf TikTok und YouTubes Werbeflut               | |
| 24      | 12  | 20.05.2021       | RTLs verzweifelter Imagewechsel und Werbung mit Deepfake-Merkel                | |
| 25      | 13  | 27.05.2021       | ESC-Blamage, Skandal um Söder-Tochter & das Ende der Schwurbler-Bewegung       | |
| 26      | 14  | 10.06.2021       | Hype um Lanz und: David Hasselhoff rettet Deutschland                          | |
| 27      | 15  | 17.06.2021       | Putin crasht die Bundestagswahl & Silbereisen rettet DSDS                      | |
| 28      | 16  | 24.06.2021       | UEFA Stadion Skandal und EM-Kommentatoren aus der Hölle                        | |
| 29      | 17  | 01.07.2021       | Deutsches EM-Debakel und rechte Influencerinnen                                | |
| 30      | 18  | 08.07.2021       | Schwurbler wandern aus und Schleichwerbe-Schweinsteiger                        | |
| 31      | 19  | 15.07.2021       | Trash-Prinz Marcus und Influencer-Flucht aus Dubai                             | |
| 32      | 20  | 22.07.2021       | Grüne singen, Taliban tanzen: Der Internet-Wahnsinn der Woche                  | |
| 33      | 21  | 02.09.2021       | Triell-Pannen & Disneys Image-Desaster: Der Internet-Wahnsinn der Woche        | |
| 34      | 22  | 16.09.2021       | CDU-Cringe & Sneaker-Schwarzmarkt: Der Internet-Wahnsinn der Woche             | |
| 35      | 23  | 23.09.2021       | Wahlkampf, Nena und der schwangere Mann: Der Internet-Wahnsinn der Woche       | |
| 36      | 24  | 30.09.2021       | James Bond & Pocher Ausraster: Der Internet-Wahnsinn der Woche                 | |
| 37      | 25  | 07.10.2021       | Rapper-Pizza und Facebook-Crash: Der Internet-Wahnsinn der Woche               | |
| 38      | 26  | 14.10.2021       | Kiffer-Koalition & Bild TV unter der Lupe: Der Internet-Wahnsinn der Woche     | |
| 39      | 27  | 21.10.2021       | BILD-Chef gefeuert & die Cannabis-Tabak-Lobby: Der Internet-Wahnsinn der Woche | |
| 40      | 28  | 28.10.2021       | Hildmanns Fake Entführung & die Jugendwort-Bl                                  | |